# Tusindårssted
I forbindelse med markeringen af overgangen til det nye årtusind blev det bestemt at alle norske fylker og kommuner skulle udpege hver sit Tusindårssted.
Stederne som fylkerne valgte skulle have national interesse og historisk, kulturel eller miljømæssig betydning. Steder som der var værd at markere og tage vare på.
Tusenårsstedene som kommunerne skulle vælge kunne være det travle handelstorv, en promenade langs elven, en honnørkaj osv. Markeringen kunne være en mindeplade, skulptur eller bygning mm.

## Fylkernes tusindårssteder
| Fylke            | Tusenårssted                            | Hjemmeside                                                                                  | Noter |
| ---------------- | --------------------------------------- | ------------------------------------------------------------------------------------------- | ----- |
| Akershus         | Eidsvoll 1814, Eidsvollsbygningen       | Senterets hjemmeside                                                                        |       |
| Aust-Agder       | Nes jernverk                            | Jernverksmuseets hjemmeside                                                                 |       |
| Buskerud         | Hringariki Kulturminnepark              | Infoside på Ringerike kommunes hjemmesider Arkiveret 27. september 2007 hos Wayback Machine |       |
| Finnmark         | Vardø by                                |                                                                                             |       |
| Hedmark          | Domkirkeodden Hamar                     | Hedmarksmuseets hjemmeside                                                                  |       |
| Hordaland        | Hardanger                               | Kunst- og kultursenterets hjemmeside Arkiveret 27. september 2007 hos Wayback Machine       |       |
| Møre og Romsdal  | Jugendstilsenteret                      | Senterets hjemmeside                                                                        |       |
| Nord-Trøndelag   | Norveg                                  | Senterets hjemmeside                                                                        |       |
| Nordland         | Petter Dass-museet på Alstahaug         |                                                                                             |       |
| Oppland          | Hundorp, Dale-Gudbrands gard            | Hjemmeside Arkiveret 4. marts 2016 hos Wayback Machine                                      |       |
| Oslo             | Middelalderbyen                         | Informasjonsside ved Interesseforeningen Oslos Middelalder                                  |       |
| Rogaland         | Avaldsnes                               |                                                                                             |       |
| Sogn og Fjordane | Tusenårsstedet Gulatinget               | Hjemmeside                                                                                  |       |
| Sør-Trøndelag    | Trøndelag Folkemuseum                   | Folkemuseets informasjonsside Arkiveret 28. maj 2006 hos Wayback Machine                    |       |
| Telemark         | Telemarkskanalen                        | Offisiell hjemmeside                                                                        |       |
| Troms            | Hålogaland Teater                       | Offisiell hjemmeside                                                                        |       |
| Vest-Agder       | Lindesnes fyr                           | Offisiell hjemmeside                                                                        |       |
| Vestfold         | Midgard historisk senter og Borreparken | Offisiell hjemmeside                                                                        |       |
| Østfold          | Fredriksten                             | Tusenårsstedets hjemmeside Arkiveret 16. april 2007 hos Wayback Machine                     |       |